# Chalara fusidioides
Chalara fusidioides är en svampart som först beskrevs av August Karl Joseph Corda, och fick sitt nu gällande namn av Gottlob Ludwig Rabenhorst 1844. Chalara fusidioides ingår i släktet Chalara, divisionen sporsäcksvampar och riket svampar.   Inga underarter finns listade i Catalogue of Life.